# 橋本久太郎

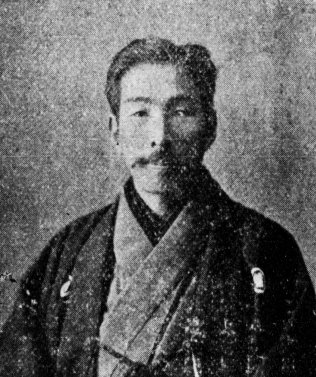
橋本久太郎

橋本 久太郎（はしもと ひさたろう、安政2年1月16日（1855年3月4日） - 大正15年（1926年）11月23日）は、日本の衆議院議員（立憲改進党→進歩党→憲政党→憲政本党→立憲政友会）。

## 経歴
阿波国板野郡川内村（現在の徳島県徳島市）出身。徳島藩校（長久館）と阿部明誠塾で漢学を学んだ後、明治7年（1874年）に東京に出て、共慣義塾と慶應義塾で洋学を学んだ。明治13年（1880年）に卒業して故郷に帰り、翌年、県会議員に選出された。県会議員在任中に町村連合会議員、教育会評議員、衛生会評議員などを歴任した。
明治23年（1890年）の第1回衆議院議員総選挙に出馬し、当選。以後10回連続当選を果たし、23年にわたって在職した。大正元年（1912年）に東京市麹町区長に任命され、大正10年（1921年）まで務めた。
区長在職中に帝国水難救済会名誉会員、日本赤十字社特別委員に選出された。